# Zauggenried

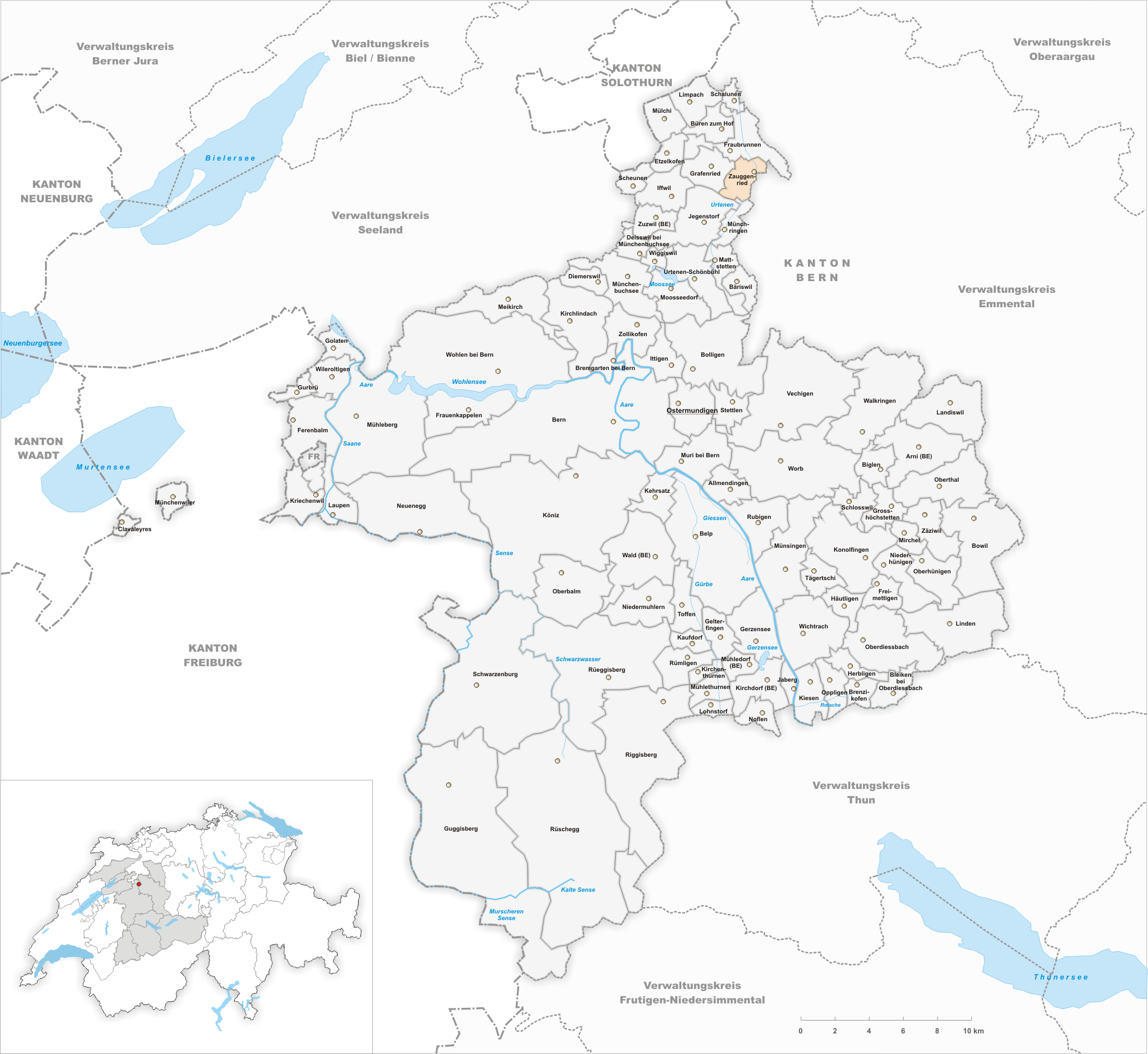
Gemeindestand vor der Fusion am 1. Januar 2014

Zauggenried [ˌtsaʊkənˈriːd] ist ein Ort in der politischen Gemeinde Fraubrunnen im Verwaltungskreis Bern-Mittelland des Kantons Bern in der Schweiz. Bis zum 31. Dezember 2013 war Zauggenried eine eigene politische Gemeinde. Am 1. Januar 2014 fusionierte diese mit den Gemeinden Büren zum Hof, Etzelkofen, Fraubrunnen, Grafenried, Limpach, Mülchi und Schalunen zur neuen Gemeinde Fraubrunnen.

## Geographie
Zauggenried liegt auf 500 m ü. M., sieben Kilometer westlich von Burgdorf und 15 Kilometer nordnordöstlich der Kantonshauptstadt Bern (Luftlinie). Das Haufendorf erstreckt sich leicht erhöht am westlichen Rand der Schwemmebene der Emme, an der Urtenen im Fraubrunnenmoos, im Schweizer Mittelland.
Die Fläche des 3,7 km² grossen Gebiets der ehemaligen Gemeinde umfasst einen Abschnitt des zentralen Berner Mittellandes mit nur sehr geringen Reliefunterschieden. Das Gebiet wird von der kanalisierten und begradigten Urtenen von Süden nach Norden durchflossen. Bei Zauggenried wird ein Teil der Urtenen durch den Kanal des Mülibachs nach Fraubrunnen abgeleitet. Der nordöstliche Teil des Ortes liegt in der Ebene des südlichen Fraubrunnenmooses und reicht bis an den Rand des Fraubrunnen-Rüdtligen-Waldes. Nach Südwesten erstreckt sich Zauggenried über das Plateau des Mittlerfeldes (515 m ü. M.) bis an den Rand des Rapperswiler Plateaus. Auf dem Waldhügel Loon wird mit 545 m ü. M. die höchste Erhebung von Zauggenried erreicht. Von der Gemeindefläche entfielen 1997 6 % auf Siedlungen, 24 % auf Wald und Gehölze, 69 % auf Landwirtschaft, und etwas weniger als 1 % war unproduktives Land.
Zu Zauggenried gehören verschiedene Einzelhöfe. Nachbargemeinden bzw. ‑orte von Zauggenried sind Fraubrunnen (Ortsteil), Kernenried, Münchringen, Jegenstorf und Grafenried.

## Bevölkerung
Mit 323 Einwohnern (Stand 31. Dezember 2007) gehörte Zauggenried zu den kleinen Gemeinden des Kantons Bern. Von den Bewohnern waren im Jahr 2000 99,0 % deutschsprachig, 0,3 % französischsprachig, und 0,3 % sprachen Portugiesisch. Die Bevölkerungszahl von Zauggenried belief sich 1850 auf 377 Einwohner, 1900 auf 355 Einwohner. Im Verlauf des 20. Jahrhunderts nahm die Bevölkerungszahl bis 1980 leicht auf 288 Personen ab. Seither wurde insgesamt wieder eine leichte Bevölkerungszunahme verzeichnet.

## Politik
Der Gemeinderat bestand aus fünf Mitgliedern (zwei Frauen und drei Männer, Stand: Oktober 2006), die politisch mehrheitlich der SVP angehörten oder nahestanden. Die Gemeindeversammlung wurde vom Gemeindepräsidenten geleitet. Als oberstes Gemeindeorgan entschied sie gewöhnlich zweimal im Jahr über die ihr zustehenden Geschäfte. Die Gemeindeschreiberin und die Finanzverwalterin amteten in Teilzeitstellen und waren für das Verwaltungs- und Finanzwesen der Gemeinde zuständig.
Die Stimmenanteile der Parteien anlässlich der Nationalratswahlen 2011 betrugen: BDP 32,5 %, SVP 30,6 %, GPS 11,4 %, SP 11,3 %, glp 5,8 %, FDP 2,4 %, EVP 2,1 %, CVP 0,4 %, EDU 0,4 %.

## Schulwesen
Schon im 17. Jahrhundert bestand eine gemeinsame Schule mit der Nachbargemeinde Kernenried. Heute werden die unteren Primarklassen im Verband der beiden Ortschaften in eigenen Schulhäusern unterrichtet. Ebenso wird in Kernenried für die vorschulpflichtigen Kinder ein Kindergarten geführt. Zauggenried ist ferner dem Oberstufenzentrum Fraubrunnen angeschlossen. Die Schüler des 7. bis 9. Schuljahres absolvieren daher den Unterricht in Fraubrunnen, auf Primar- oder Sekundarstufe.

## Wirtschaft
Zauggenried war bis in die zweite Hälfte des 20. Jahrhunderts ein vorwiegend durch die Landwirtschaft geprägtes Dorf. Noch heute haben der Ackerbau, der Obstbau, die Viehzucht und die Forstwirtschaft einen wichtigen Stellenwert in der Erwerbsstruktur der Bevölkerung. Weitere Arbeitsplätze sind im lokalen Kleingewerbe und im Dienstleistungssektor vorhanden, unter anderem in einem Betrieb des Baugewerbes und in einer Firma für Satellitentechnik. In den letzten Jahrzehnten hat sich das Dorf zu einer Wohngemeinde entwickelt. Viele Erwerbstätige sind deshalb Wegpendler, die hauptsächlich in den grösseren Ortschaften der Umgebung sowie in der Agglomeration Bern arbeiten.

## Verkehr
Der Ort liegt abseits der grösseren Durchgangsachsen an einer Verbindungsstrasse von Fraubrunnen nach Burgdorf. Der nächste Anschluss an die Autobahn A1 (Bern–Zürich) befindet sich rund 4 km vom Ortskern entfernt. Durch einen Buskurs, welcher die Strecke von Fraubrunnen nach Burgdorf bedient, ist Zauggenried an das Netz des öffentlichen Verkehrs angebunden.

## Geschichte
Zur Römerzeit soll eine Heerstrasse von Burgdorf über die Ried ins Limpachtal geführt haben. Spätere Münzfunde im Gemeindegebiet bestätigen, dass sich die Römer auch hier aufhielten oder durchgezogen sind.
Die erste urkundliche Erwähnung des Ortes erfolgte 867 unter dem Namen Riete; von 1380 ist Zouggenriet überliefert. Der Ortsname geht auf das althochdeutsche Wort riod (Rodung) zurück. Zur Unterscheidung von anderen Ortschaften desselben Namens wurde der Familienname Zaugg hinzugefügt.
Seit dem Mittelalter befand sich Zauggenried im Besitz der Grafen von Kyburg, gelangte jedoch im 14. Jahrhundert zum Eigentum des Zisterzienserinnenklosters Fraubrunnen. Ab 1406 stand das Dorf unter Berner Oberhoheit und wurde 1528 nach der Säkularisation der Abtei Fraubrunnen der Landvogtei Fraubrunnen im Landgericht Zollikofen zugeordnet. Landweibel Bendicht Niklaus von Zauggenried führte als Kommandant am 5. März 1798 ein Landwehr-Bataillon in der Schlacht bei Fraubrunnen gegen die napoleonischen Truppen – er fand auf dem Schlachtfeld den Tod. Nach dem Zusammenbruch des Ancien Régime (1798) gehörte Zauggenried während der Helvetik zum Distrikt Zollikofen und ab 1803 zum Oberamt Fraubrunnen, das mit der neuen Kantonsverfassung von 1831 den Status eines Amtsbezirks erhielt.

## Sehenswürdigkeiten
Mit seinen typischen Bauernhäusern des bernischen Landstils aus dem 18. und 19. Jahrhundert und den dazugehörenden, originalen Kornspeichern aus dem 17. und 18. Jahrhundert hat Zauggenried ein Ortsbild von regionaler Bedeutung bewahrt. Das Dorf besitzt keine eigene Kirche, es gehört zur Kirchgemeinde Grafenried-Fraubrunnen.

## Söhne des Ortes
- Gottfried Kunz (1859–1930), Politiker der FDP
- Andrea Glauser (* 1996), Eishockeyspieler